# Brian Schmetzer
Brian Schmetzer (Seattle, 18 de agosto de 1962) é um ex-futebolista e treinador estadunidense de origem alemã que jogava como meia. Atualmente, comanda o Seattle Sounders.
Filho de um jogador de futebol amador no futebol alemão, Walter Schmetzer, que chegara apenas à terceira divisão local, Brian nasceu em Seattle, nos Estados Unidos, após seus pais se mudarem para o novo país enquanto a mãe de Brian estava grávida dele, com Schmetzer seguindo os passos do pai, com a tutela deste desde o início. Apesar disso, sua carreira tampouco teve muito grande sucesso, embora ele tenha jogado no principal campeonato dos EUA enquanto este ainda existia. Schmetzer começou no clube local, o Seattle Sounders original, jogando na antiga North American Soccer League, chegando ao clube logo que se formou no ensino médio. Seu pai chegara a comentar com ele após assinar seu primeiro contrato profissional com o Sounders: "Você tem muita sorte de ganhar a vida jogando futebol".
O maior destaque de Schmetzer após deixar o clube pouco antes da extinção deste e da liga, foi no San Diego Sockers, pelo showbol, onde disputou quase 150 partidas. Schmetzer ainda chegara a jogar brevemente em 1994 no primeiro clube fênix do Seattle Sounders, rotomando sua carreira profissional, que havia abandonado em 1991, antes de mais uma passagem pelo showbol com o Seattle SeaDogs no ano seguinte. Também fora neste mesmo clube fênix do Sounders que iniciou sua carreira como treinador, em 2002 (ele se dedicara somente a sua empresa de construção civil entre 1997 e 2002, sendo ocacionalmente também treinador de futebol society), após passagens anteriormente como assistente no Tacoma Stars (ainda nos anos 1980) e Seattle SeaDogs, para o uruguaio naturalizado estadunidense Fernando Clavijo.
Schmetzer fora altamente sucedido em sua função pelo Sounders, chegando à final do campeonato em três oportunidades, e vencendo duas, em 2005 e 2007. Quando o clube se tornou uma franquia da Major League Soccer, Schmetzer assumiu como o principal assistente de Sigi Schmid, embora muitos torcedores tenham sido relutantes em aceitar isso por considerarem que a direção do novo clube fênix deveria ter dado prioridade para o então treinador da equipe da USL. Schmetzer, que ainda não se sentia preparado para o cargo, no entanto, deixou claro para Schmid que pretendia ser um auxiliar atuante, com o alemão colocando como requerimento para isto que Brian sempre fosse franco com ele. Recordando o episódio anos depois, Schmetzer lembrou a Schmid que os dois eram alemães, teimosos e donos de opiniões fortes; "Franqueza não será um problema", chegara a dizer a Schmid. Por fim, se tornou o treinador do clube durante o ano de 2016, após a saída de Schmid, levando o clube a sua primeira conquista da MLS no final do ano, feito que repetiu em 2019.